# Greta Almroth
Greta Almroth, född 15 april 1888 i Adolf Fredriks församling, Stockholm, död där 24 juli 1981 i Stockholm, var en svensk skådespelare.
Almroth studerade vid Elin Svenssons teaterskola och scendebuterade 1908. Hon var en av svensk films första stora stjärnor och medverkade i drygt 30 filmer. Efter Folket i Simlångsdalen gjorde Almroth ett längre uppehåll från filmen då hon vistades några år i Amerika och sedan turnerade på scenerna i större landsortsstäder med Knut Lindroth.
Hon är begravd på Norra begravningsplatsen i Stockholm.

## Filmografi (komplett)
- 1912 – Ett hemligt giftermål eller Bekännelsen på dödsbädden - barnflicka
- 1912 – Säterjäntan - Karin
- 1913 – Blodets röst - Ruth
- 1914 – Dömen icke - Clara
- 1914 – Hjärtan som mötas - Alberts syster
- 1914 – Högfjällets dotter - Waina
- 1915 – En av de många - Clara
- 1915 – Hans hustrus förflutna - Eva Falk
- 1915 – Kampen om en Rembrandt - Miss Fargan
- 1915 – Skomakare, bliv vid din läst - Karin
- 1915 – Sonad skuld - hemmansägarens dotter
- 1916 – Enslingens hustru - Eva Gregers
- 1916 – Guldspindeln - Renée
- 1916 – Havsgamar - Gabriele
- 1916 – I elfte timmen - Blanche
- 1916 – Lyckonålen - Nelly
- 1916 – Millers dokument - Agnes
- 1916 – På detta numera vanliga sätt - Inga
- 1916 – Ålderdom och dårskap - Gudrun Lunde
- 1917 – Allt hämnar sig - Eva
- 1917 – Envar sin egen lyckas smed - Anna
- 1917 – Miljonarvet - Asta
- 1917 – Tösen från Stormyrtorpet - Helga Nilsdotter
- 1919 – Hans nåds testamente - Blenda
- 1919 – Sången om den eldröda blomman - Annikki
- 1920 – Mästerman - Tora
- 1920 – Prästänkan - Mari
- 1924 – Folket i Simlångsdalen - Ingrid
- 1934 – Havets melodi - Anna
- 1937 – John Ericsson - segraren vid Hampton Roads - Amelias väninna i England
- 1938 – Goda vänner och trogna grannar - Laura Ask
- 1940 – Västkustens hjältar - Karin Larsson

## Teater

### Roller (ej komplett)
| År   | Roll   | Produktion                                               | Regi                      | Teater                   |
| ---- | ------ | -------------------------------------------------------- | ------------------------- | ------------------------ |
| 1908 |        | En smålänning, eller Sin egen lyckas smed Algot Sandberg |                           | Östermalmsteatern        |
| 1924 | Acacia | Åtrå Jacinto Benavente                                   | Gerda Lundequist-Dalström | Helsingborgs stadsteater |

### Fotnoter
1. ↑  ”Greta Almroth”. Svensk Filmdatabas. http://www.sfi.se/sv/svensk-filmdatabas/Item/?type=PERSON&itemid=57557&ref=%2ftemplates%2fSwedishFilmSearchResult.aspx%3fid%3d1225%26epslanguage%3dsv%26searchword%3dgreta+almroth%26type%3dPerson%26match%3dBegin%26page%3d1%26prom%3dFalse. Läst 20 september 2012.
2. ↑  Minnesord i Svenska Dagbladet 15 augusti 1981 sid.12
3. ↑  Greta Almroth på Hitta graven
4. ↑  ”Teater, konst, litteratur”. Dagens Nyheter:  s. 3. 3 december 1908. http://arkivet.dn.se/tidning/1908-12-03/13866a/3. Läst 5 februari 2017.